# Куникан
Куникан — упразднённое село в Балейском районе Забайкальского края России. На момент упразднения входило в состав Жидкинского сельского округа. Упразднено в 2000 году.

## География
Располагалось у подножья Борщовочного хребта, на правом берегу среднего течения реки Куникан, на расстояние примерно 6 км по прямой к северо-востоку от села Колобово.

## История
По данным 1926 года в Куникане имелось 76 хозяйств (71 крестьянского типа и 5 прочих) и проживало 433 человека (220 мужчин и 213 женщин), основное население — русские. В административном отношении входил в состав Лукинского сельсовета Жидкинского района Сретенского округа Дальневосточного края.
Законом Читинской области от 14 апреля 2000 года № 212-ЗЧО населённый пункт исключен из учётных данных.